# Galinowo
Galinowo (Duits: Gallnau) is een plaats in het Poolse district  Iławski, woiwodschap Ermland-Mazurië. De plaats maakt deel uit van de gemeente Kisielice en telt 20 inwoners.